# Marina Sereni
Marina Sereni (née le 8 mai 1960 à Foligno) est une personnalité politique italienne, membre du Parti démocrate.

## Biographie
Députée depuis 2001, elle a appartenu au Parti communiste italien, au Parti des démocrates de gauche, puis aux Démocrates de gauche.
Le 21 mars 2013, Marina Sereni est élue vice-présidente de la Chambre des députés. Elle est vice-présidente du Parti démocrate de 2009 à 2013, avec Ivan Scalfarotto.